# Terex

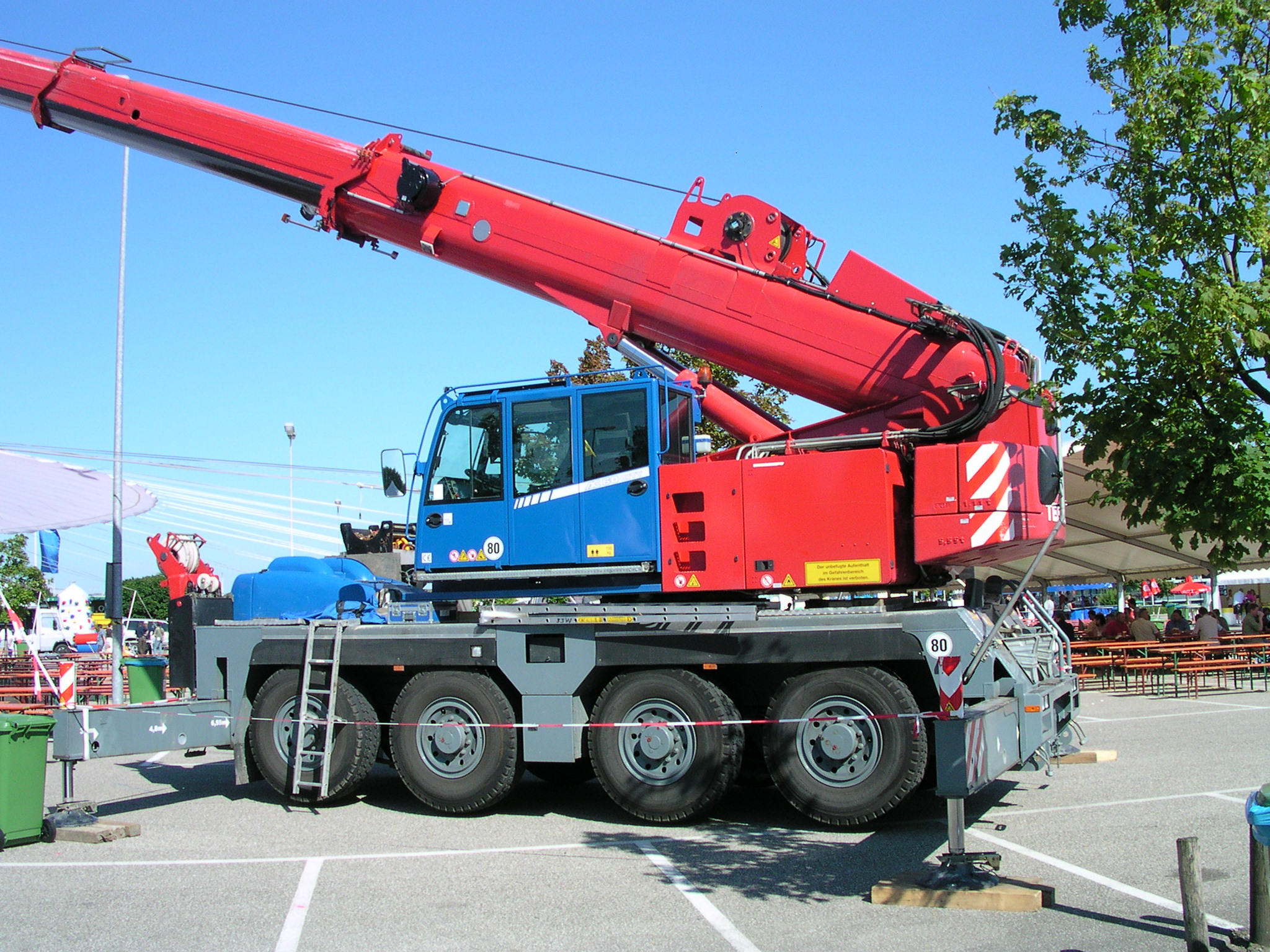
Een Terex-Demag AC60 telescoopkraan

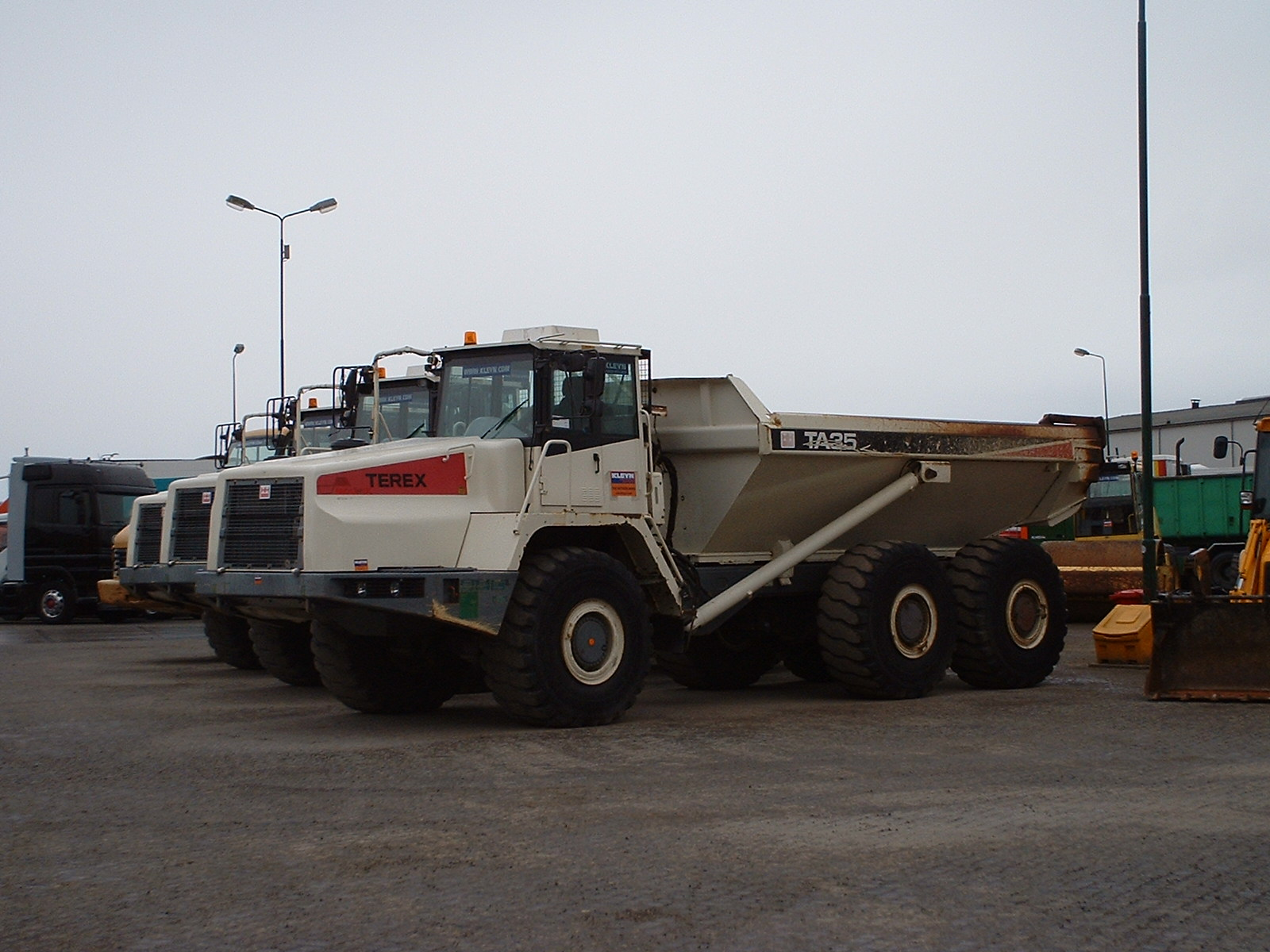
Terex dump truck

Terex is een Amerikaans conglomeraat van verschillende bedrijven die zware machines bouwen zoals grondverzetmachines, hijskranen en hoogwerkers.

## Activiteiten
Terex is een fabrikant van machines voor het tillen, verplaatsen en behandelen van producten. De machines worden gebruikt in magazijnen, bij de bouw van infrastructuur, in de mijnbouw en havens. Van de totale omzet van 6,5 miljard dollar in 2015 werd 40% gerealiseerd in Noord-Amerika en de rest van de omzet was gelijk verdeeld over West-Europa en de rest van de wereld. Per jaareinde 2015 telde het bedrijf 20.400 medewerkers. In 2024 telde het bedrijf 11.400 werknemers.
Onder het concern vallen onder meer
- Atlas (Weyhausen) (Atlas-Terex)
- Schaeff (Schaeff-Terex)
- Demag
- PPM SA (PPM-Terex)
- Amida
- Benford
- Bartell
- Fuchs (Fuchs-Terex)
- O&K (Terex O&K)
- Technisch Bestuurskundig Adviesburo (TBA)
- Gottwald

## Geschiedenis
In 1933 werd Euclid Company opgericht door de gebroeders Armington. In 1953 werd het bedrijf overgenomen door General Motors. Bij General Motors ging het bedrijf verder als de Euclid Division en produceerde en verkocht vooral zware vrachtwagen voor gebruik in het terrein. De naam werd in 1970 gewijzigd in Terex, een combinatie van de Latijnse woorden terra (aarde) en rex (koning). In 1981 werd Terex verkocht aan IBH Holdings. Dit was van korte duur want in 1983 ging IBH failliet en kwam Terex weer in handen van General Motors.
In 1987 nam Northwest Engineering Terex over. Diverse overnames volgden waaronder Fruehauf Trailer in 1989 en door deze acquisitie verdrievoudigde de omzet van Terex. In 1991 kreeg het bedrijf een eigen beursnotering op de New York Stock Exchange. Tussen 2003 en 2007 had Terex een meerderheidsbelang in de Tsjechisch vrachtwagenfabrikant Tatra. Begin 2010 nam Bucyrus International Terex Mining over. Dit bedrijfsonderdeel leverde hydraulische graafmachines, boormaterieel en grote vrachtwagens aan de mijnbouwsector en had een jaaromzet van circa 1 miljard dollar. Met de overname gingen 2150 werknemers over naar Bucyrus.
In augustus 2015 maakten Konecranes en Terex bekend te gaan fuseren. Het gecombineerde concern had een jaarlijkse omzet van 10 miljard dollar. De fusie zou volledig worden gerealiseerd met aandelen waarbij de aandeelhouders van Terex zo'n 60% kregen van het nieuwe bedrijf. In mei 2016 werd de fusie afgeblazen, maar Konecranes neemt wel het onderdeel van Terex over dat bedrijfs- en havenkranen maakt. Konecranes betaalt hiervoor 1,3 miljard dollar in geld en aandelen. Is de transactie eenmaal afgerond dan heeft Terex een aandelenbelang van 20% in Konecranes en mag het twee bestuurders benoemen. De fusie werd moeilijk na een ongevraagd overnamebod van het Chinese zware machinemaker Zoomlion begin 2016 op alle aandelen Terex. Na de transactie met Konecranes kan het Chinese bedrijf alsnog een bod doen op de overige activiteiten van Terex. Eind mei 2016 zag Zoomlion af van de overname van Terex.